# Laricobius erichsoni
Laricobius erichsoni är en skalbaggsart som beskrevs av Wilhelm Gottlob Rosenhauer 1846. I den svenska databasen Dyntaxa används istället namnet Laricobius erichsonii. Laricobius erichsoni ingår i släktet Laricobius och familjen barrlusbaggar. Arten är reproducerande i Sverige. Inga underarter finns listade i Catalogue of Life.